# Armando Soares
Armando Rodrigues Soares (Barreiro, 27 de outubro de 1935 - 12 de dezembro de 2020) foi um toureiro português. Recebeu o Prémio Bordalo (1964) na categoria "Tauromaquia"

## Biografia
Armando Soares nasceu em 27 de outubro de 1935, no Barreiro (distrito de Setúbal).
Armando Soares foi ensinado por mestre Patrício Cecílio, na Escola de Toureiro da Golegã.
A estreia de Armando Soares, como novilheiro amador, em Portugal ocorreu em 1955.
Rumando depois a Espanha, onde debutou em 28 de abril de 1956, na praça de Badajoz, numa novilhada sem picadores. A 30 de setembro de 1962, na Real Maestranza de Sevilha, diante de um toiro de Concha y Sierra, recebeu a alternativa, apadrinhado por Miguel Mateo "Miguelin", ocasião em que cortou uma orelha.
Em 15 de agosto de 1965, confirmou a alternativa em Las Ventas, Madrid, com touros de Moreno Yagë, tendo sido apadrinhado por José Martínez Limeño. Nessa época de 1965 efetuou 24 corridas. No ano seguinte, fez 20, e na temporada de 1968, participou em 23 corridas de touros.
Armando Soares recebeu o Prémio Bordalo (1964), ou Prémio da Imprensa, enquanto "Matador de toiros", entregue pela Casa da Imprensa em 1965, na categoria "Tauromaquia" que também distinguiu o cavaleiro José Mestre Baptista e o  Cabo dos Forcados de Santarém Ricardo Rhodes Sérgio
Com actuações em Portugal, Espanha, França, África, México e Califórnia (EUA), Armando Soares vestiu-se de toureiro durante 38 anos, 26 dos quais como matador.
Nos anos de 1975 e 1976, Armando Soares foi levado a tribunal por duas corridas de morte mas foi posteriormente indultado.
A retirada oficial de Armando Soares deu-se a 6 de outubro de 1988, no lisboeta Praça de Touros do Campo Pequeno.
Foi um dos fundadores, em 1992, da Escola de Toureio da Moita, onde deu aulas.
Em 2005, foi apresentada a obra A tauromaquia no Barreiro – Uma figura: Armando Soares, um trabalho de investigação de Fernando Carvalho Mota inserido no projecto "Barreiro no Tempo", da Câmara Municipal do Barreiro.
Em 2012, recebeu o VI Prémio Bacatum, entregue pela  da revista Novo Burladero.
Morreu em 12 de dezembro de 2020, aos 85 anos.